# Arnöberg

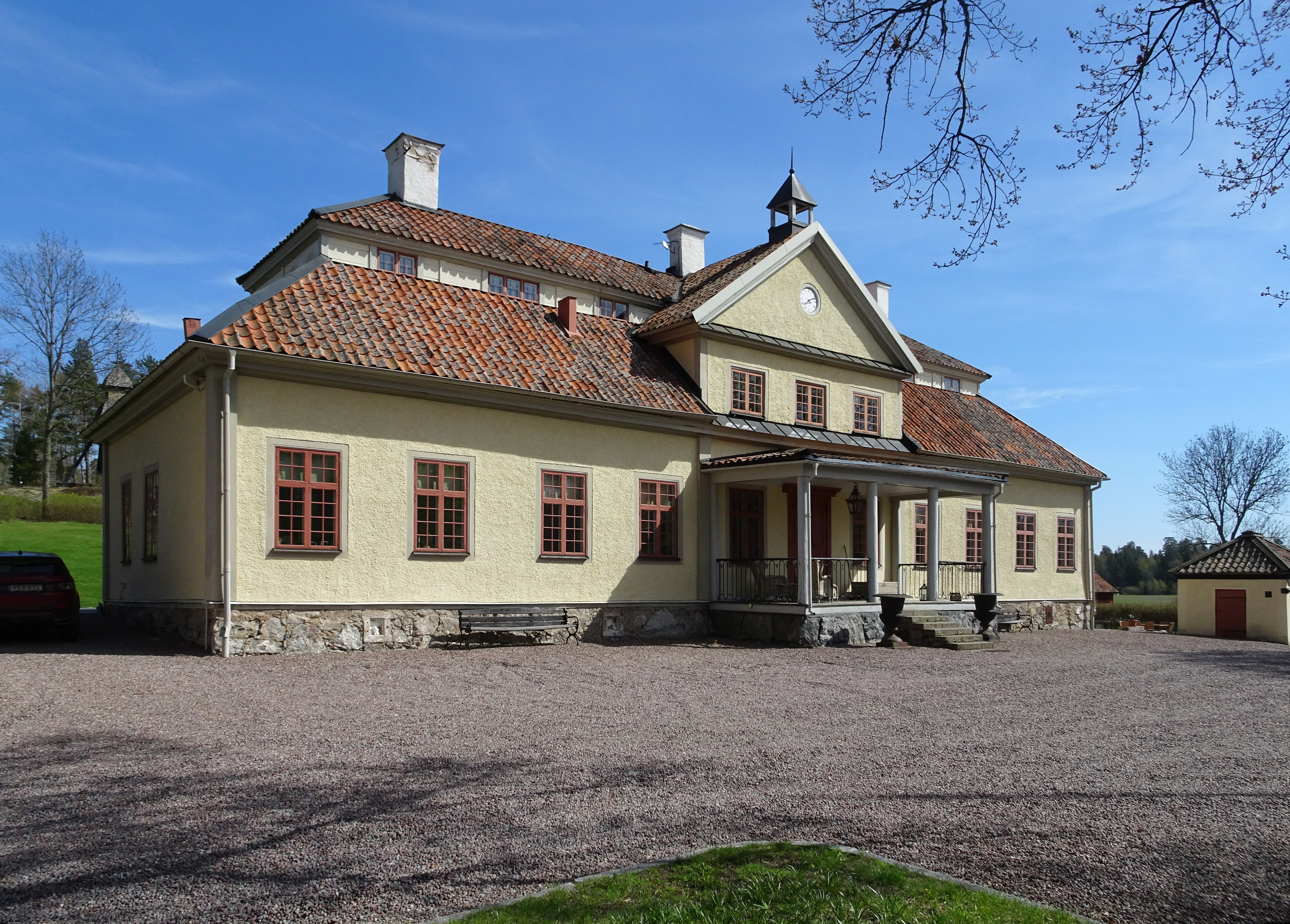
Arnöbergs huvudbyggnad, maj 2018.

Arnöberg är en herrgård och ett tidigare säteri på Arnö i Mälaren, Enköpings kommun. Arnöberg är en välbevarad herrgårdsanläggning som sannolikt är uppförd någon gång på 1600- och 1700-talen. Huvudbebyggelsen ligger knappt 100 meter söder om Arnö kyrka på öns nordvästra del.

## Historik

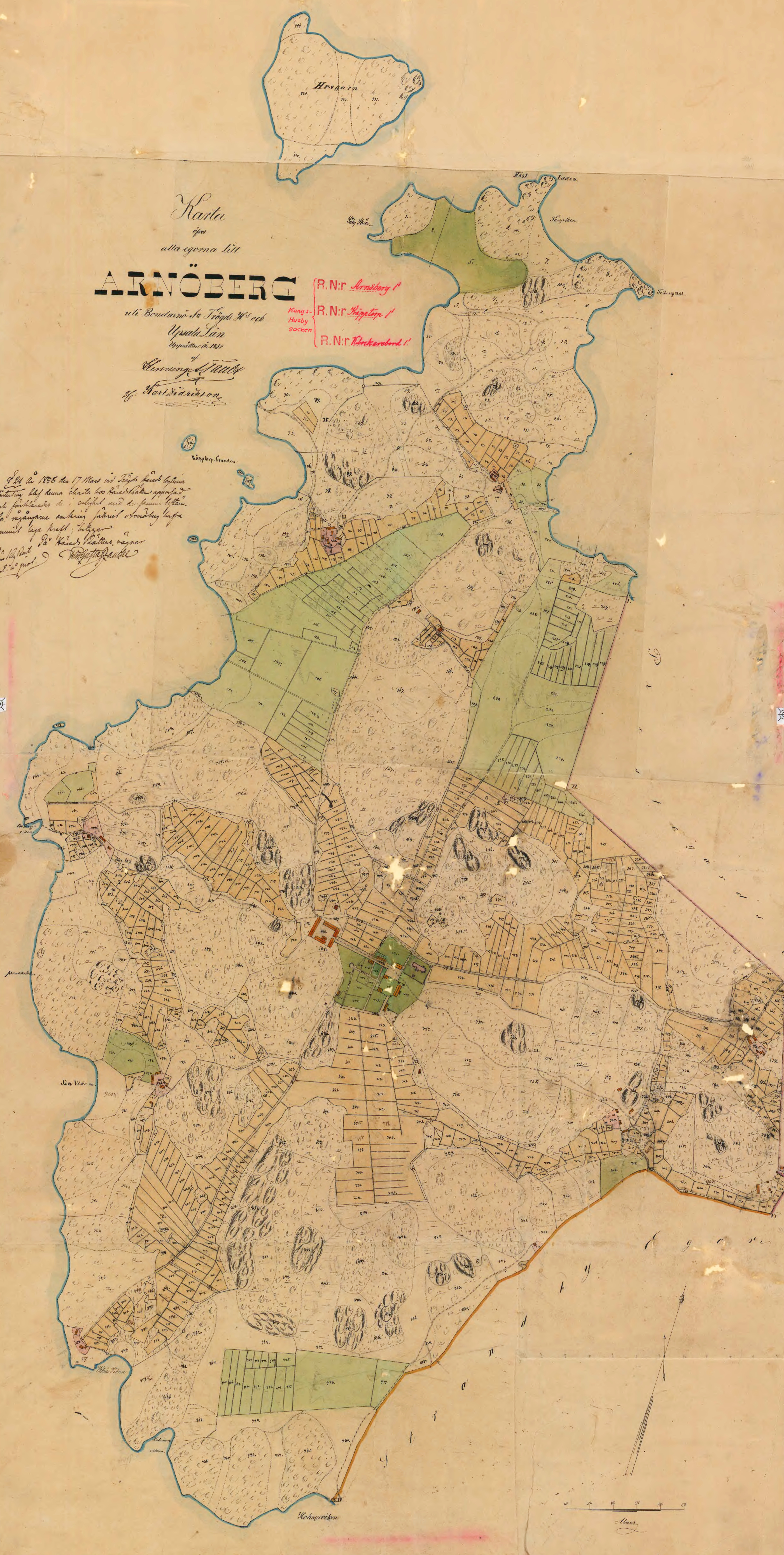
Arnöbergs ägor 1858.

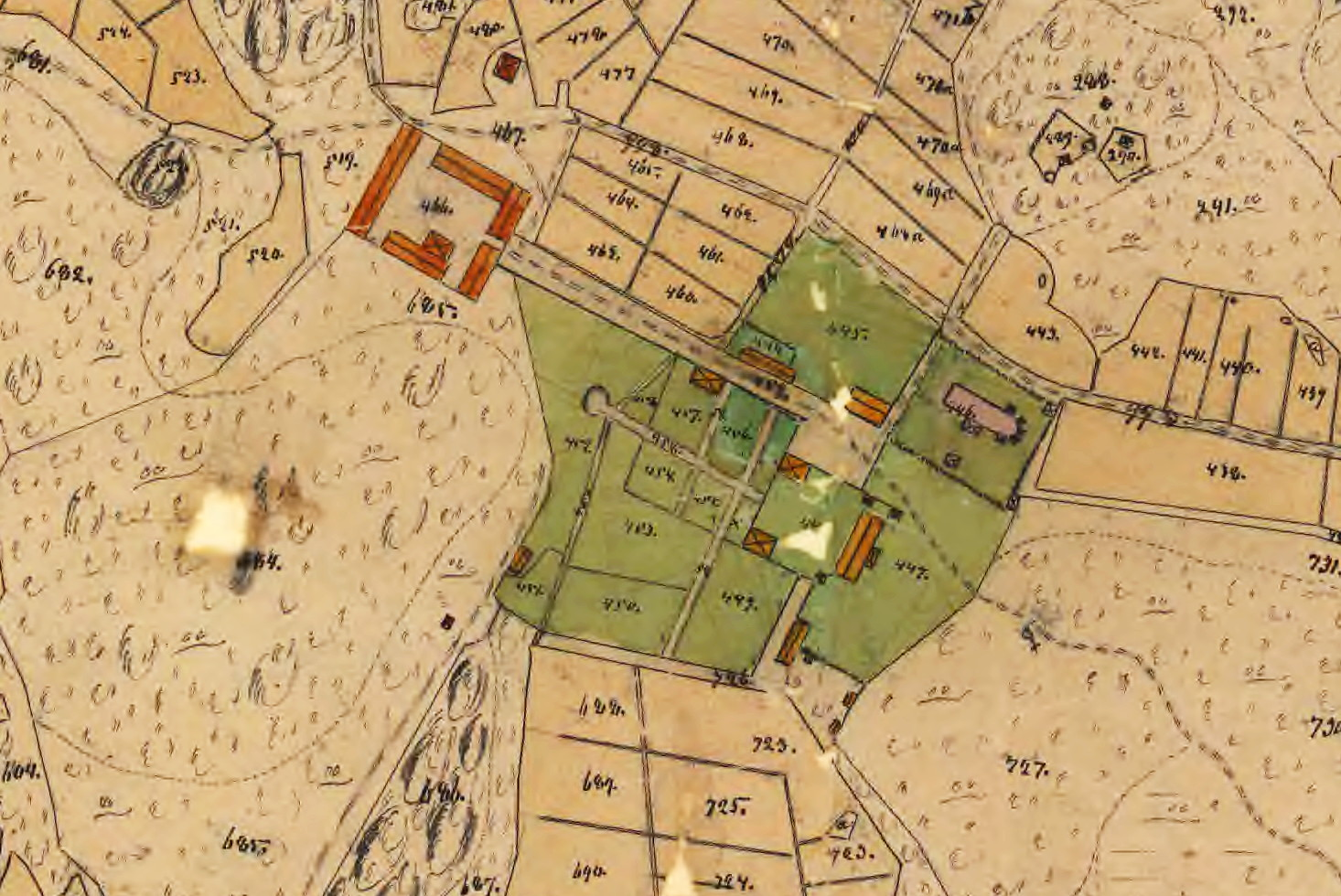
Arnöbergs gårdsbebyggelse 1858.

Enligt en sägen fanns på ön ett befäst slott som kallades Arnöborg. Borgen skulle skydda de boende för främmande vikingar som ofta härjade i Mälaren. Exakta läget för denna vikingatida borg går ej att fastställa. Söder om Arnöberg finns en fornborg (RAÄ-nummer Kungs-Husby 62:1) samt en medeltida husgrund (RAÄ-nummer Kungs-Husby 61:1).
År 1268 omnämns ett Arnö och 1317 ett Arnöberg. Båda gårdarna är sannolikt föregångarna till dagens Arnöberg. Den äldsta namngivna ägaren var en Bengt Aronsson (död 1494)  som vilar i Arnöbergs grav i Arnö kyrka. 
Dagens Arnöberg uppkom i den medeltida kyrkbyn Arnö och bestod först av tre olika gårdar som år 1553 slogs samman till en sätesgård. Bengt Aronsson följdes av Åke Bengtsson (död 1586) och Aron Bengtsson som stupade vid  Dorpt i Livland 1601. Han var ingift i Näfve-släkten på närbelägna Utö hus. Därefter nämns Bengt Nilsson Schack som ägare till Arnöberg och dennes ättlingar. Arnöberg tillhörde sedan samma släkt fram till 1700-talet.
På en lantmäterikarta från 1858 framgår Arnöbergs ägor som omfattade hela nordvästra Arnö inklusive ön Husgarn. År 1912 ägdes Arnöberg av löjtnant Folke Asplund och G. Asplund, direktör i Mellersta Sveriges Egnahems AB. Då började avstyckningen av egendomen. På 1920-talet ägdes Arnöberg av flera delägare, bland dem Ebba Bergner (född Engdahl), Folke Asplund och Johan Lindberg. 
En färjeförbindelse med fastlandet österifrån upprättades 1931 på initiativ av dåvarande ägaren. Den gick över Stabyfjärden mellan Strandby och Staxhammar. Nuvarande Arnöleden angör Arnö västerifrån. Under 1940- och 1950-talen ägdes gården av direktör Thorsten Ericson med familj och sedan skiftade gården ägare ett flertal gånger för att på 1960-talet delvis styckas av.
Bland nyare ägare märks politikern Björn Rosengren som innehade Arnöberg mellan 2004 och 2015. Efter Rosengren tillträdde Kerstin och Gunnar Tellås (1948–2018). Sedan 2019 ägs och förvaltas Arnöberg av familjen Cronstedt Eliasson och verksamheten är inriktad på jord- och skogsbruk, samt fastighetsförvaltning och uthyrning av permanentbostäder.

## Bebyggelsen
Arnöbergs corps de logi är ett ljusputsat envånings trähus under säteritak och troligen uppfört på 1700-talet. Fasaden på entrésidan domineras av en fronton i två våningar. Källaren är äldre och har medeltida valv. Huvudbyggnaden flankeras av två fristående flyglar i en våning och med sadeltak. 
Flyglarna är renoverade och uthyrda för permanentboende. Till bebyggelsen hör även fyra mindre timmerbodar, en i varje hörn av huvudbyggnaden, och en äldre fatabur norr om gården. Framför gården utbreder sig en fruktträdgård med trädgårdsmästarbostad. På andra sidan dalgången återfinns en torpstuga, de stora ekonomibyggnaderna och ett äldre magasin, som påstås härröra från drottning Kristinas dagar.

## Bilder

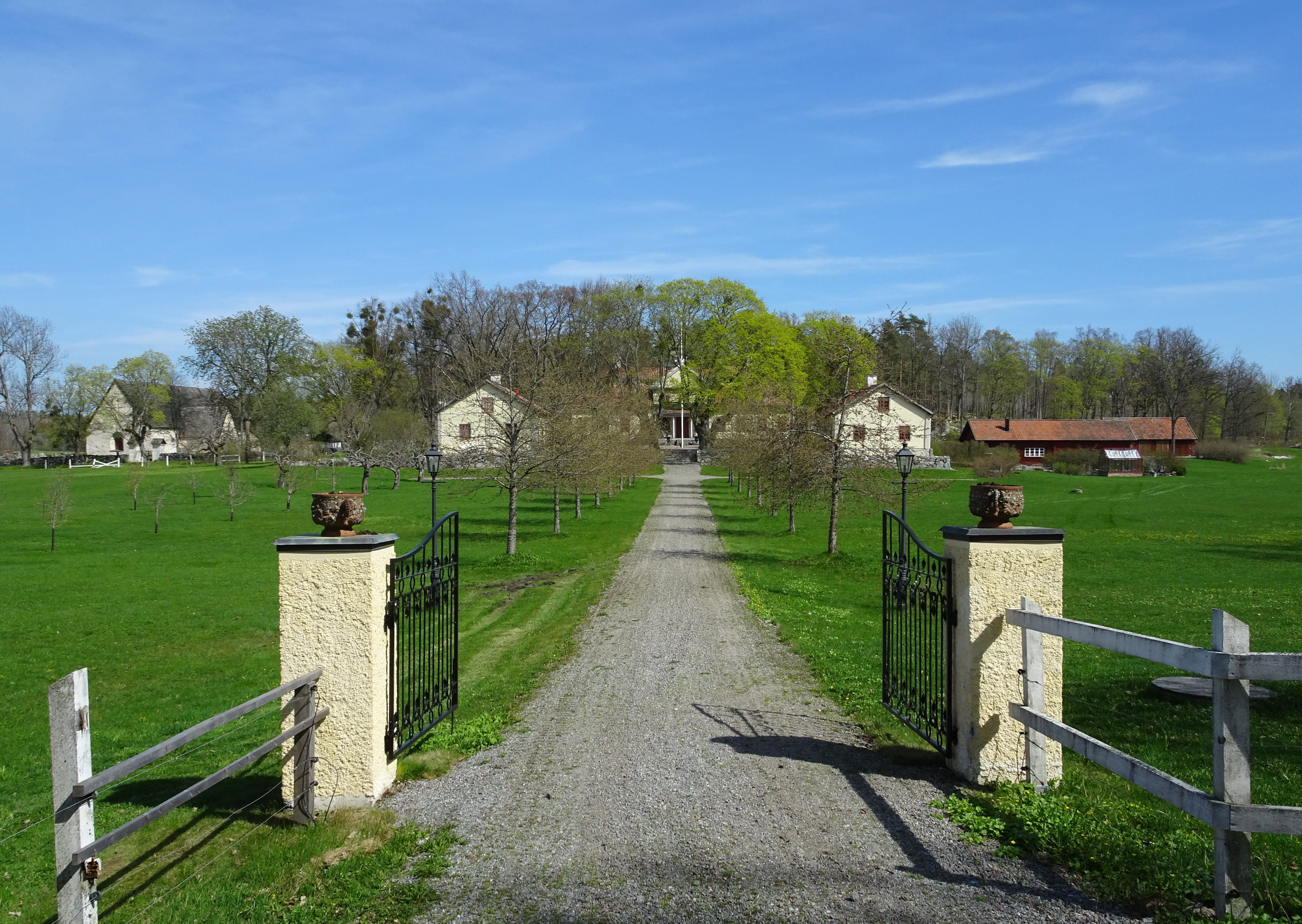
Allén till gården
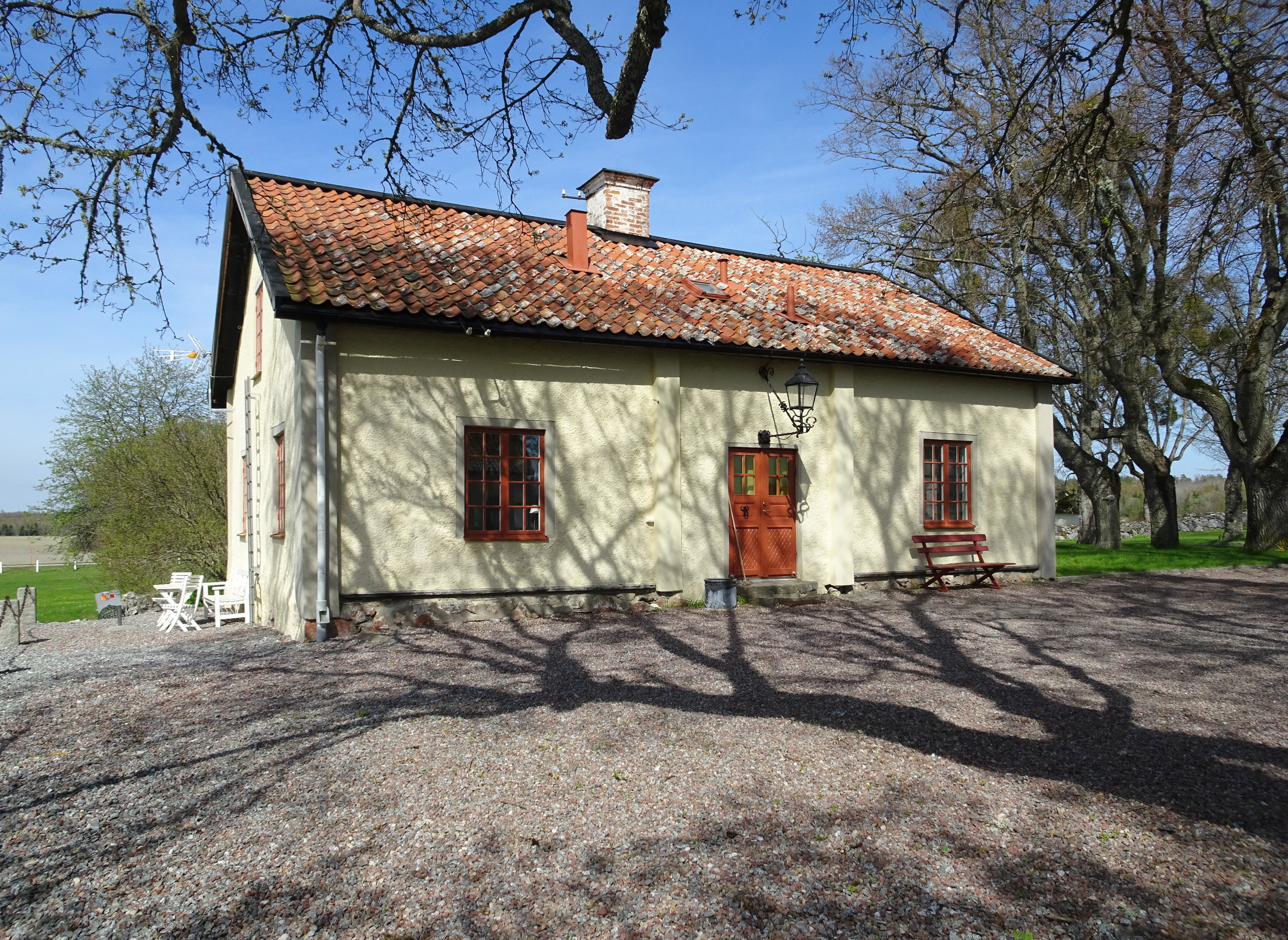
Norra flygeln
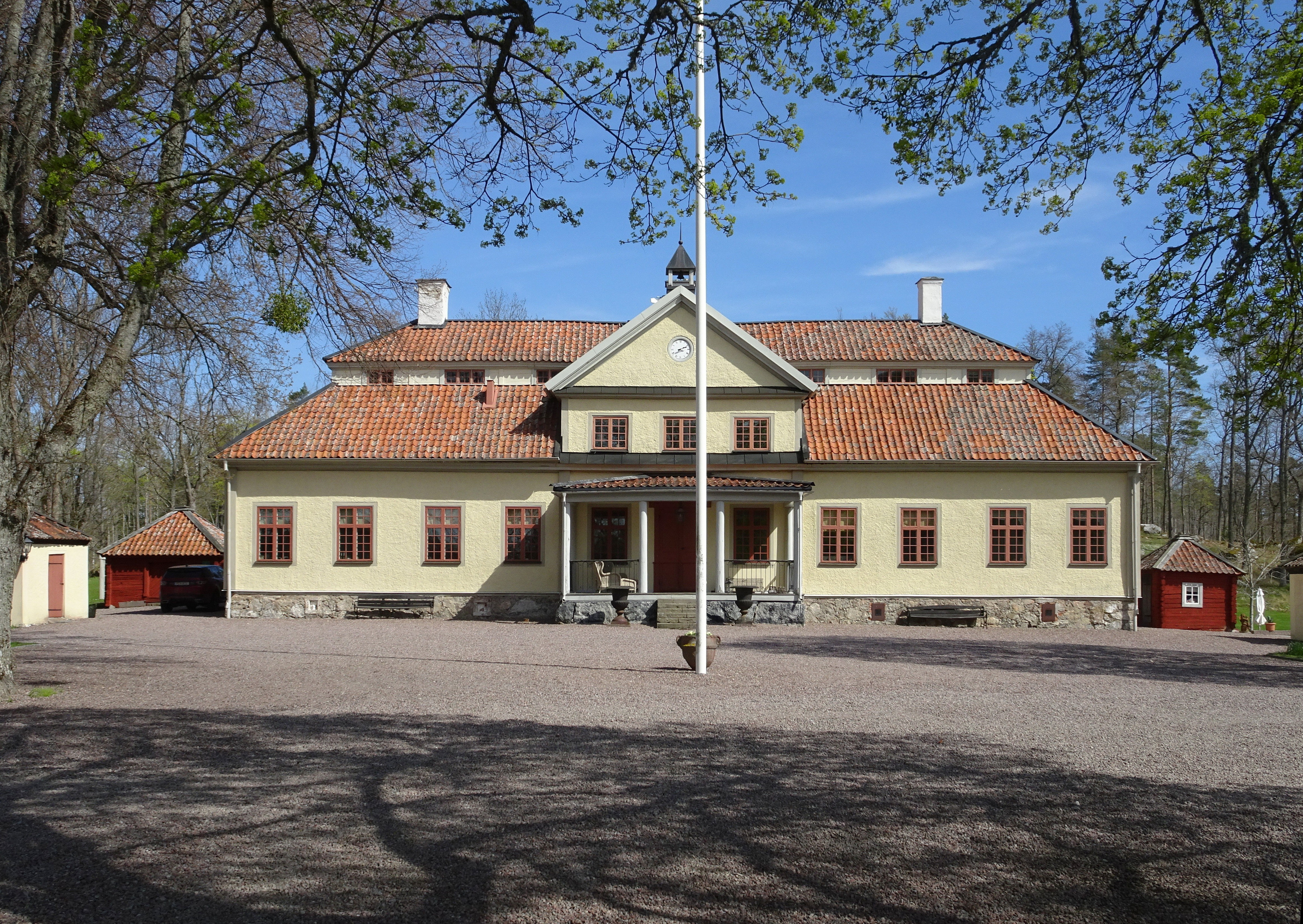
Huvudbyggnad
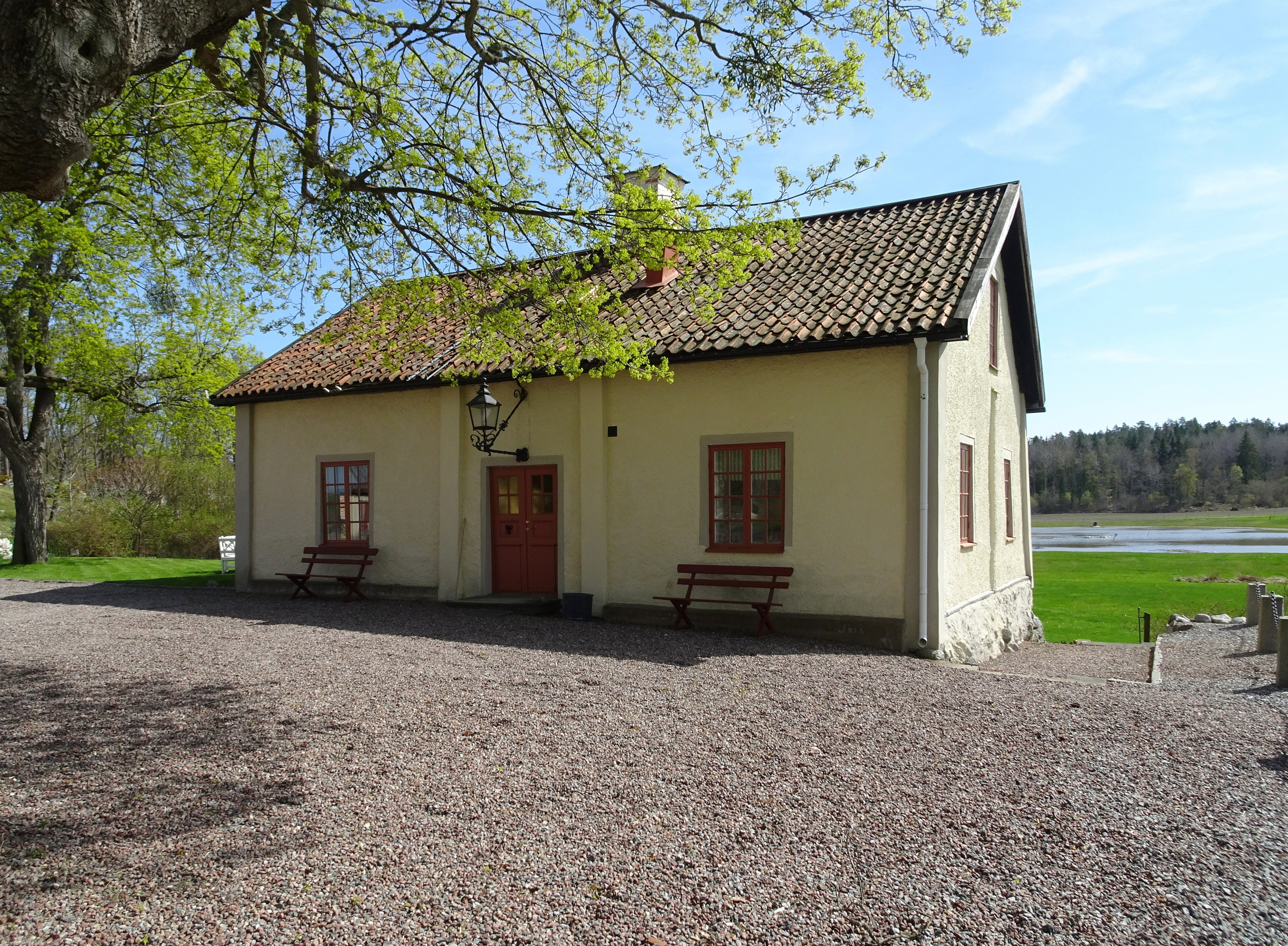
Södra flygeln
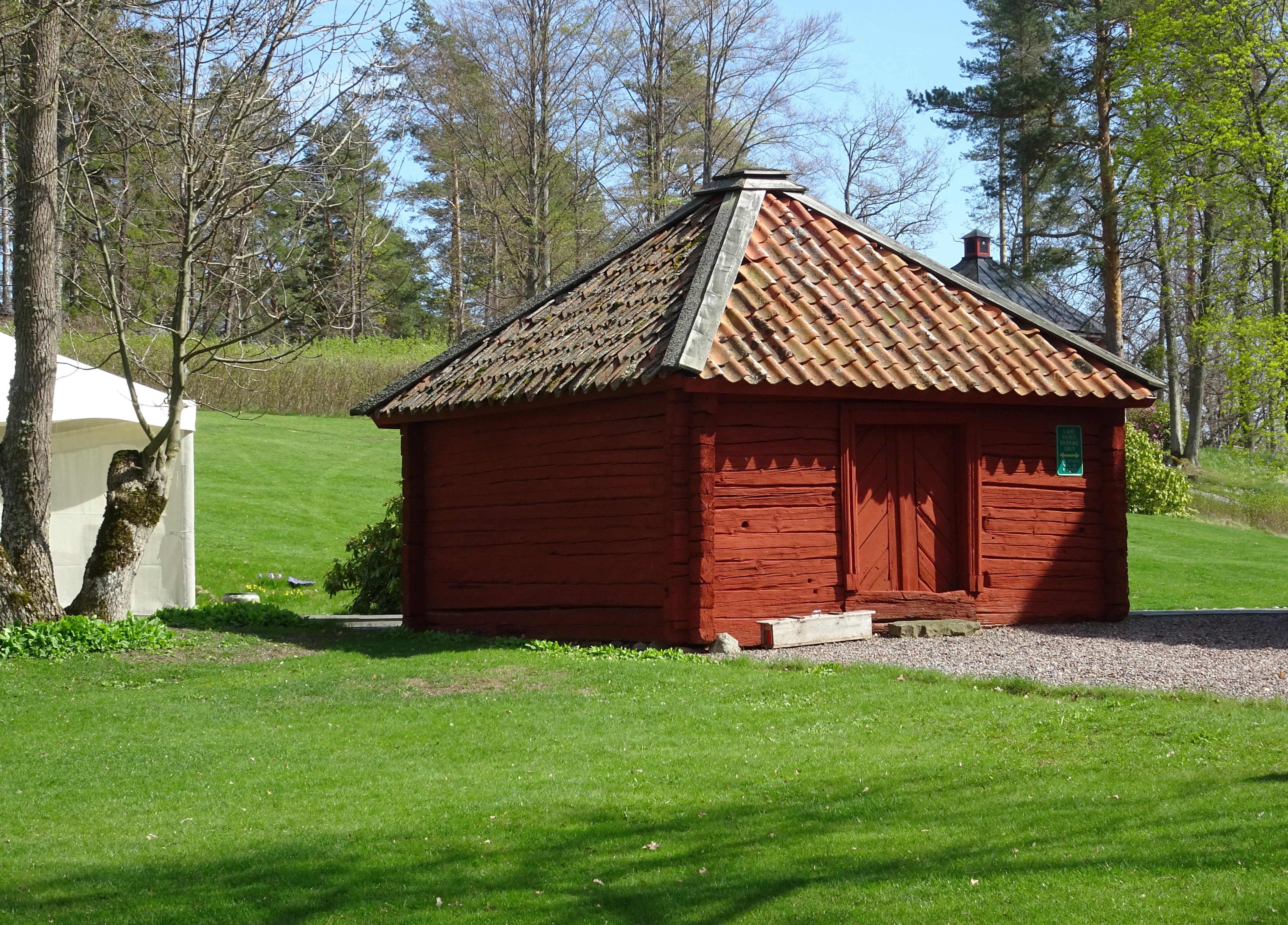
Fataburen